# Hans-Jürgen Rückborn
Hans-Jürgen Rückborn (* 8. října 1940, Stendal, Sasko-Anhaltsko) je bývalý východoněmecký atlet, jehož specializací byl trojskok.
V roce 1964 reprezentoval na letních olympijských hrách v Tokiu, kde ve finále obsadil výkonem 16,09 metru 8. místo. O dva roky později skončil pátý na prvním ročníku Evropských halových her v Dortmundu a získal stříbrnou medaili na ME v atletice v Budapešti. Ve finále měřil jeho nejdelší pokus 16,66 m. Vítězem se stal Georgi Stojkovski z Bulharské lidové republiky, který skočil o jediný centimetr dál. Na Evropských halových hrách 1967 v Praze skončil těsně pod stupni vítězů, na 4. místě.